# هیبینگ (مینه‌سوتا)
هیبینگ (به انگلیسی: Hibbing) شهری در شهرستان سنت لوئیس ایالت مینه‌سوتا در کشور ایالات متحده آمریکا است که جمعیت آن در سرشماری سال ۲۰۱۰ میلادی، ۱۶۳۶۱ نفر بوده‌است.